# Identità trigonometrica
Un'identità trigonometrica è un'identità matematica che coinvolge le funzioni trigonometriche.
Le identità trigonometriche sono utilizzate per semplificare molte espressioni contenenti funzioni trigonometriche (come, ad esempio, nella risoluzione di equazioni trigonometriche) e per il calcolo di molti integrali; talvolta, anche integrali di funzioni non trigonometriche possono essere calcolati mediante opportuni cambiamenti di variabile che utilizzano una funzione trigonometrica per portare a decisive semplificazioni.
Notazioni: Per denotare la funzione inversa del seno talora si usa {\displaystyle \sin ^{-1}(x)}; qui preferiamo usare {\displaystyle \arcsin(x)} e scrivere {\displaystyle \csc(x)} per denotare la inversa moltiplicativa della funzione seno.

## Definizioni
Si definiscono le seguenti funzioni trigonometriche:
{\displaystyle \tan x:={\frac {\sin x}{\cos x}},\qquad \cot x:={\frac {\cos x}{\sin x}},}
{\displaystyle \sec x:={\frac {1}{\cos x}},\qquad \csc x:={\frac {1}{\sin x}}.}

## Periodicità, simmetria e traslazioni
Queste formule si ricavano facilmente dalle definizioni sulla circonferenza trigonometrica.
{\displaystyle \sin x=\sin(x+2\pi ),\qquad \sin x=-\cos \left({\frac {\pi }{2}}+x\right),}
{\displaystyle \cos x=\cos(x+2\pi ),\qquad \cos x=\sin \left({\frac {\pi }{2}}+x\right),}
{\displaystyle \tan x=\tan(x+\pi ),\qquad \tan x=-\cot \left({\frac {\pi }{2}}+x\right),}
{\displaystyle \sin(-x)=-\sin x,\qquad \cos(-x)=\cos x,}
{\displaystyle \tan(-x)=-\tan x,\qquad \cot(-x)=-\cot x.}
Molti modelli fisici si basano sul fatto che qualsiasi combinazione lineare d'onde sinusoidali con lo stesso periodo ma di differenti fasi è ancora un'onda sinusoidale dello stesso periodo, ma con una nuova fase. Precisamente:
{\displaystyle a\sin x+b\cos x={\sqrt {a^{2}+b^{2}}}\cdot \sin(x+\varphi ),}
dove
{\displaystyle \varphi ={\begin{cases}\arctan(b/a),&{\text{se }}a\geq 0;\\\pi +\arctan(b/a),&{\text{se }}a<0.\end{cases}}}

## Conseguenze del teorema di Pitagora
{\displaystyle \sin ^{2}x+\cos ^{2}x=1,}
{\displaystyle \tan ^{2}x+1=\sec ^{2}x,}
{\displaystyle \cot ^{2}x+1=\csc ^{2}x.}

## Formule di addizione e sottrazione
La scoperta delle prime due identità (dalle quali seguono anche le altre) risale a Tolomeo ma per fornire una dimostrazione più veloce è possibile utilizzare le formule di Eulero attraverso la funzione {\displaystyle {\rm {cis}}}. Una dimostrazione geometrica dell'identità per {\displaystyle \sin(x+y)} è data alla fine di questa voce.
{\displaystyle \sin(x\pm y)=\sin x\cos y\pm \cos x\sin y}
{\displaystyle \cos(x\pm y)=\cos x\cos y\mp \sin x\sin y}
{\displaystyle \tan(x\pm y)={\frac {\tan x\pm \tan y}{1\mp \tan x\tan y}}}
{\displaystyle \cot(x\pm y)={\frac {\cot x\cot y\mp 1}{\cot y\pm \cot x}}}
{\displaystyle {\rm {cis}}(x+y)={\rm {cis}}(x)\,{\rm {cis}}(y)}
{\displaystyle {\rm {cis}}(x-y)={{\rm {cis}}(x) \over {\rm {cis}}(y)}}
dove
{\displaystyle {\rm {cis}}(x):=e^{ix}=\cos x+i\sin x.}

## Formula di duplicazione
Queste possono essere ottenute sostituendo {\displaystyle x=y} nei teoremi di addizione, e utilizzando il teorema di Pitagora per le ultime due. Ancor meglio utilizzare la formula di De Moivre con {\displaystyle n=2}.
{\displaystyle \sin(2x)=2\sin x\cos x,}
{\displaystyle \cos(2x)=\cos ^{2}x-\sin ^{2}x=2\cos ^{2}x-1=1-2\sin ^{2}x,}
{\displaystyle \tan(2x)={\frac {2\tan x}{1-\tan ^{2}x}},\quad x\neq {\frac {\pi }{4}}+k{\frac {\pi }{2}},\quad k\in \mathbb {Z} ,}
{\displaystyle \cot(2x)={\frac {\cot ^{2}x-1}{2\cot x}}.}

## Formule per gli angoli multipli
Se denotiamo {\displaystyle T_{n}} l'{\displaystyle n}-esimo polinomio di Chebyshev, allora
{\displaystyle \cos(nx)=T_{n}(\cos x).}
Formula di De Moivre:
{\displaystyle \cos(nx)+i\sin(nx)=(\cos x+i\sin x)^{n}.}
Il nucleo di Dirichlet {\displaystyle D_{n}(x)} è la funzione che si trova da entrambe le parti della seguente identità:
{\displaystyle 1+2\cos(x)+2\cos(2x)+2\cos(3x)+\cdots +2\cos(nx)={\frac {\sin \left(\left(n+{\frac {1}{2}}\right)x\right)}{\sin(x/2)}}.}
La convoluzione di ogni funzione quadrato sommabile periodica di periodo {\displaystyle 2\pi } con il nucleo di Dirichlet coincide con la somma troncata di ordine {\displaystyle n} della sua serie di Fourier.

## Formule di riduzione della potenza
Dalla formula di duplicazione del coseno e dalla formula trigonometrica di Pitagora si ottiene:
{\displaystyle \cos ^{2}x={1+\cos(2x) \over 2};}
{\displaystyle \sin ^{2}x={1-\cos(2x) \over 2}.}
Tramite la formula di Eulero, la formula di De Moivre e il teorema binomiale, le precedenti espressioni possono essere generalizzate per una generica potenza. 
Con {\displaystyle n} pari:
{\displaystyle \cos ^{n}x={\frac {1}{2^{n}}}{\binom {n}{n/2}}+{\frac {1}{2^{n-1}}}\sum _{k=0}^{n/2-1}{\binom {n}{k}}\cos((n-2k)x),}
{\displaystyle \sin ^{n}x={\frac {1}{2^{n}}}{\binom {n}{n/2}}+{\frac {1}{2^{n-1}}}\sum _{k=0}^{n/2-1}(-1)^{n/2-k}{\binom {n}{k}}\cos((n-2k)x).}
Con {\displaystyle n} dispari:
{\displaystyle \cos ^{n}x={\frac {1}{2^{n-1}}}\sum _{k=0}^{(n-1)/2}{\binom {n}{k}}\cos((n-2k)x),}
{\displaystyle \sin ^{n}x={\frac {1}{2^{n-1}}}\sum _{k=0}^{(n-1)/2}(-1)^{(n-1)/2-k}{\binom {n}{k}}\sin((n-2k)x).}

## Formule di bisezione
Sostituendo {\displaystyle x \over 2} al posto di {\displaystyle x} nelle formule di riduzione della potenza, e calcolando {\displaystyle \cos {x \over 2}} e {\displaystyle \sin {x \over 2}} si ottiene:
{\displaystyle \left|\cos {\frac {x}{2}}\right|={\sqrt {\frac {1+\cos x}{2}}},}
{\displaystyle \left|\sin {\frac {x}{2}}\right|={\sqrt {\frac {1-\cos x}{2}}}.}
Da queste ultime due identità, dividendo membro a membro la seconda per la prima, si ottiene:
{\displaystyle \left|\tan {\frac {x}{2}}\right|={\sqrt {\frac {1-\cos x}{1+\cos x}}}.}
Tuttavia, è possibile giungere a due espressioni per {\displaystyle \tan {\frac {x}{2}}} senza il valore assoluto, che sono le seguenti:
{\displaystyle \tan {\frac {x}{2}}={\frac {\sin x}{1+\cos x}}={\frac {1-\cos x}{\sin x}}.}
Moltiplicare {\displaystyle \tan {x \over 2}} per {\displaystyle {\frac {2\cos {x \over 2}}{2\cos {x \over 2}}}} e sostituire {\displaystyle {\frac {\sin {x \over 2}}{\cos {x \over 2}}}} al posto di {\displaystyle \tan {x \over 2}}. Il numeratore è {\displaystyle \sin x}, per la formula di duplicazione, e il denominatore è {\displaystyle 2\cos ^{2}{x \over 2}-1+1}, che è {\displaystyle 1+\cos {x}} per le formule di duplicazione. La seconda espressione, all'ultimo membro, si ottiene facilmente dalla precedente moltiplicando numeratore e denominatore per {\displaystyle 1-\cos {x}}, dopo di che al denominatore compare {\displaystyle 1-\cos ^{2}{x}} ossia {\displaystyle \sin ^{2}{x}}, per cui è sufficiente semplificare {\displaystyle \sin {x}} al numeratore e al denominatore.
Posto {\displaystyle t:=\tan {\frac {x}{2}}}, seguono le cosiddette formule parametriche:
|  | {\displaystyle \sin x={\frac {2t}{1+t^{2}}}} | , | {\displaystyle \cos x={\frac {1-t^{2}}{1+t^{2}}}} | e | {\displaystyle e^{ix}={\frac {1+it}{1-it}}.} |

La sostituzione di {\displaystyle t} per {\displaystyle \tan {x \over 2}}, con il conseguente cambiamento di {\displaystyle \sin x} con {\displaystyle 2t \over {1+t^{2}}} e di {\displaystyle \cos x} con {\displaystyle 1-t^{2} \over {1+t^{2}}} è spesso in grado di convertire funzioni razionali in {\displaystyle \sin x} e {\displaystyle \cos x} da integrare in funzioni di {\displaystyle t} integrabili (si veda anche il successivo "punto di vista astratto").

## Prodotti espressi mediante somme
Queste formule possono essere provate sviluppando la loro parte destra e semplificando con le formule di addizione. Sono anche dette formule di Werner.
{\displaystyle \cos x\cos y={\cos(x+y)+\cos(x-y) \over 2},}
{\displaystyle \sin x\sin y={\cos(x-y)-\cos(x+y) \over 2},}
{\displaystyle \sin x\cos y={\sin(x+y)+\sin(x-y) \over 2}.}

## Somme espresse mediante prodotti
Basta rimpiazzare {\displaystyle x} con {\displaystyle x+y \over 2} e {\displaystyle y} con {\displaystyle x-y \over 2} nelle espressioni dei prodotti mediante somme. Sono anche dette formule di prostaferesi.
{\displaystyle \sin x+\sin y=2\sin \left({\frac {x+y}{2}}\right)\cos \left({\frac {x-y}{2}}\right),}
{\displaystyle \sin x-\sin y=2\cos \left({\frac {x+y}{2}}\right)\sin \left({\frac {x-y}{2}}\right),}
{\displaystyle \cos x+\cos y=2\cos \left({\frac {x+y}{2}}\right)\cos \left({\frac {x-y}{2}}\right),}
{\displaystyle \cos x-\cos y=-2\sin \left({\frac {x+y}{2}}\right)\sin \left({\frac {x-y}{2}}\right).}

## Funzioni trigonometriche inverse
{\displaystyle \arcsin x+\arccos x={\frac {\pi }{2}};}
{\displaystyle \arctan x+\operatorname {arccot} x={\frac {\pi }{2}};}
{\displaystyle \arctan x+\arctan(1/x)={\begin{cases}{\frac {\pi }{2}},&{\text{se }}x>0,\\-{\frac {\pi }{2}},&{\text{se }}x<0;\end{cases}}}
{\displaystyle \arctan x+\arctan y=\arctan \left({\frac {x+y}{1-xy}}\right)\quad {\text{per }}xy<1;}
{\displaystyle \sin ^{2}(\arccos x)=1-x^{2},\quad {\text{per }}-1\leq x\leq 1;}
{\displaystyle \cos ^{2}(\arcsin x)=1-x^{2},\quad {\text{per }}-1\leq x\leq 1;}
{\displaystyle \sin ^{2}(\arctan x)={\frac {x^{2}}{1+x^{2}}};}
{\displaystyle \cos ^{2}(\arctan x)={\frac {1}{1+x^{2}}}.}

## Funzione gudermanniana
La funzione gudermanniana è definita nel seguente modo:
{\displaystyle {\rm {gd}}(x)=2\arctan e^{x}-{\pi  \over 2}.}
Questa funzione stabilisce un collegamento tra le funzioni trigonometriche e le funzioni iperboliche senza ricorrere ai numeri complessi (si veda la voce relativa per i dettagli).

## Identità per angoli costanti
La seguente curiosa identità è stata appresa da Richard Feynman quando era ragazzino:
{\displaystyle \cos 20^{\circ }\cdot \cos 40^{\circ }\cdot \cos 80^{\circ }=1/8.}
Si tratta di un caso particolare della seguente identità in cui compare una variabile:
{\displaystyle \prod _{j=0}^{k-1}\cos(2^{j}x)={\frac {\sin(2^{k}x)}{2^{k}\sin x}}.}
Altre identità senza variabili:
{\displaystyle \cos 12^{\circ }\cdot \cos 24^{\circ }\cdot \cos 36^{\circ }\cdot \cos 48^{\circ }\cdot \cos 60^{\circ }\cdot \cos 72^{\circ }\cdot \cos 84^{\circ }=1/128;}
{\displaystyle \cos 36^{\circ }+\cos 108^{\circ }=1/2;}
{\displaystyle \cos 24^{\circ }+\cos 48^{\circ }+\cos 96^{\circ }+\cos 168^{\circ }=1/2.}
La misura in gradi degli angoli risulta meno vantaggiosa di quella in radianti per una {\displaystyle x} con {\displaystyle 21} al denominatore:
{\displaystyle \cos \left({\frac {2\pi }{21}}\right)+\cos \left(2\cdot {\frac {2\pi }{21}}\right)+\cos \left(4\cdot {\frac {2\pi }{21}}\right)+\cos \left(5\cdot {\frac {2\pi }{21}}\right)+\cos \left(8\cdot {\frac {2\pi }{21}}\right)+\cos \left(10\cdot {\frac {2\pi }{21}}\right)=1/2.}
I fattori {\displaystyle 1,2,4,5,8,10} inducono a pensare agli interi inferiori a {\displaystyle 21 \over 2} primi con {\displaystyle 21}. Gli ultimi esempi sono le conseguenze di un risultato di base sui polinomi ciclotomici irribucibili: i coseni sono le parti reali delle radici di questi polinomi; la somma degli zeri dà il valore della funzione di Möbius valutata in {\displaystyle 21}; solo la metà delle radici sono presentate nella relazione precedente. Le due identità che precedono quest'ultima nascono nello stesso modo relativamente ai casi {\displaystyle 10} e {\displaystyle 15}, rispettivamente.
La seguente identità senza variabili può essere utilizzata per calcolare {\displaystyle \pi } efficientemente:
{\displaystyle {\frac {\pi }{4}}=4\arctan {\frac {1}{5}}-\arctan {\frac {1}{239}},}
oppure usando la formula di Eulero:
{\displaystyle {\pi }=20\arctan {\frac {1}{7}}+8\arctan {\frac {3}{79}}.}

## Calcolo infinitesimale
Nel calcolo infinitesimale è essenziale che gli angoli argomenti di funzioni trigonometriche siano misurati in radianti; se sono misurati in gradi o in altre
unità di misura, allora le relazioni riportate qui sotto risultano false. A partire dalle definizioni geometriche delle funzioni trigonometriche si ricavano le loro derivate dopo aver stabiliti i due limiti che seguono.
{\displaystyle \lim _{x\to 0}{\frac {\sin x}{x}}=1}
(si verifica osservando la circonferenza trigonometrica e il teorema del confronto). Osserviamo che se usassimo la regola di de L'Hôpital per stabilire questo limite creeremmo un circolo vizioso sul piano logico, in quanto da questo limite si ricavano le derivate di seno e coseno necessarie per applicare la suddetta regola.
{\displaystyle \lim _{x\to 0}{\frac {1-\cos x}{x}}=0.}
Si verifica usando l'identità {\displaystyle \tan {\frac {x}{2}}={\frac {1-\cos x}{\sin x}}}.
Avendo stabilito questi due limiti, si stabilisce che {\displaystyle \sin 'x=\cos x} e {\displaystyle \cos 'x=-\sin x}. riconducendo la derivazione alla sua definizione come limite di rapporto incrementale.
Se le funzioni seno e coseno sono definite dalle loro serie di Taylor, le loro derivate possono essere ottenute derivando le serie di potenze termine a termine.
{\displaystyle {d \over dx}\sin x=\cos x.}
Le derivate delle altre funzioni trigonometriche sono ricavate dalle precedenti con le regole di derivazione. Abbiamo quindi:
{\displaystyle {d \over dx}\cos x=-\sin x;}
{\displaystyle {d \over dx}\tan x=\sec ^{2}x;}
{\displaystyle {d \over dx}\cot x=-\csc ^{2}x;}
{\displaystyle {d \over dx}\sec x=\sec x\tan x;}
{\displaystyle {d \over dx}\csc x=-\csc x\cot x;}
{\displaystyle {d \over dx}\arcsin x={\frac {1}{\sqrt {1-x^{2}}}};}
{\displaystyle {d \over dx}\arccos x=-{\frac {1}{\sqrt {1-x^{2}}}};}
{\displaystyle {d \over dx}\arctan x={\frac {1}{1+x^{2}}}.}
Le identità integrali possono essere trovate nella tavole di integrali.

## Dimostrazioni usando un'equazione differenziale
Si consideri l'equazione differenziale:
{\displaystyle y''+y=0.}
Utilizzando la formula di Eulero e il metodo di risoluzione delle equazioni differenziali lineari, insieme al teorema di unicità e al teorema di esistenza possiamo definire seno e coseno nei modi seguenti:
{\displaystyle \cos x} è l'unica soluzione della equazione
{\displaystyle y''+y=0} soggetta alle condizioni iniziali {\displaystyle y(0)=1} e {\displaystyle y'(0)=0;}
{\displaystyle \sin x} è l'unica soluzione della equazione
{\displaystyle y''+y=0} sotto le conditioni iniziali {\displaystyle y(0)=0} e {\displaystyle y'(0)=1.}
Dimostriamo che
{\displaystyle {\frac {d}{dx}}\sin x=\cos x.}
Introduciamo {\displaystyle T(x):=\sin 'x} e troviamo le sue derivate prima e seconda:
{\displaystyle T'(x)=\sin ''x} allora {\displaystyle \sin x} è una soluzione di {\displaystyle y''+y=0} possiamo dire che {\displaystyle \sin ''x+\sin x=0}; perciò {\displaystyle \sin ''x=-\sin x}
Quindi
{\displaystyle T'(x)=-\sin x,}
{\displaystyle T''(x)=-\sin 'x=-T(x).}
Dunque possiamo dire che
{\displaystyle T''(x)+T(x)=0.}
Utilizziamo ancora le tecniche di risoluzione delle equazioni differenziali lineari e la formula di Eulero la soluzione di {\displaystyle T''(x)+T(x)=0} deve essere una combinazione lineare di {\displaystyle \sin x} e {\displaystyle \cos x}, quindi
{\displaystyle T(x)=A\sin x+B\cos x.}
Si trova {\displaystyle B} ponendo {\displaystyle 0} al posto di {\displaystyle x}
{\displaystyle T(0)=0+B.}
Per le condizioni iniziali {\displaystyle T(0)=\sin '0=1}, quindi
{\displaystyle B=1.}
Risolvendo per {\displaystyle A} abbiamo la derivata di {\displaystyle T(x)} e ponendo {\displaystyle 0} al posto di {\displaystyle x}
{\displaystyle T'(x)=A\sin 'x+B\cos 'x,}
{\displaystyle T'(0)=A\sin '0+B\cos '0.}
Utilizzando le condizioni iniziali e dato che {\displaystyle T'(x)=-\sin x}
{\displaystyle -\sin 0=A\cdot 1+B\cdot 0,}
{\displaystyle A=0.}
Sostituendo {\displaystyle A} e {\displaystyle B} nell'equazione originale di {\displaystyle T(x)} abbiamo
{\displaystyle T(x)=\cos x,}
ma dato che {\displaystyle T(x)} è definita come {\displaystyle \sin 'x} abbiamo
{\displaystyle \sin 'x=\cos x}
o
{\displaystyle {\frac {d}{dx}}\sin x=\cos x.}
Usando queste definizioni di seno e coseno, si possono provare tutte le altre proprietà di seno e coseno utilizzando le stesse tecniche.

## Dimostrazioni geometriche

### Formula di addizione del seno

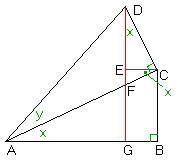

Come mostrato in figura si costruisce il segmento {\displaystyle DG} perpendicolare ad {\displaystyle AB} ed il segmento {\displaystyle CE} parallelo ad {\displaystyle AB}.
{\displaystyle x} = angolo {\displaystyle BAC} = angolo {\displaystyle ACE} = angolo {\displaystyle CDE}.
{\displaystyle {\overline {EG}}} = {\displaystyle {\overline {BC}}}.
Allora
{\displaystyle {\begin{aligned}\sin(x+y)&={\frac {\overline {DG}}{\overline {AD}}}={\frac {{\overline {EG}}+{\overline {DE}}}{\overline {AD}}}={\frac {{\overline {BC}}+{\overline {DE}}}{\overline {AD}}}={\frac {\overline {BC}}{\overline {AD}}}+{\frac {\overline {DE}}{\overline {AD}}}={\frac {\overline {BC}}{\overline {AD}}}\cdot {\frac {\overline {AC}}{\overline {AC}}}+{\frac {\overline {DE}}{\overline {AD}}}\cdot {\frac {\overline {CD}}{\overline {CD}}}\\&={\frac {\overline {BC}}{\overline {AC}}}\cdot {\frac {\overline {AC}}{\overline {AD}}}+{\frac {\overline {DE}}{\overline {CD}}}\cdot {\frac {\overline {CD}}{\overline {AD}}}={\frac {\overline {BC}}{\overline {AC}}}\cdot {\frac {\overline {AC}}{\overline {AD}}}+{\frac {\overline {AB}}{\overline {AC}}}\cdot {\frac {\overline {CD}}{\overline {AD}}}\\&=\sin x\cos y+\cos x\sin y.\end{aligned}}}

### Formula di addizione del coseno
Osservando la figura precedente:
{\displaystyle {\begin{aligned}\cos(x+y)&={\frac {\overline {AG}}{\overline {AD}}}={\frac {{\overline {AB}}-{\overline {GB}}}{\overline {AD}}}={\frac {{\overline {AB}}-{\overline {EC}}}{\overline {AD}}}={\frac {\overline {AB}}{\overline {AD}}}-{\frac {\overline {EC}}{\overline {AD}}}\\&={\frac {\overline {AB}}{\overline {AD}}}\cdot {\frac {\overline {AC}}{\overline {AC}}}-{\frac {\overline {EC}}{\overline {AD}}}\cdot {\frac {\overline {CD}}{\overline {CD}}}={\frac {\overline {AB}}{\overline {AC}}}\cdot {\frac {\overline {AC}}{\overline {AD}}}-{\frac {\overline {EC}}{\overline {CD}}}\cdot {\frac {\overline {CD}}{\overline {AD}}}\\&=\cos x\cos y-\sin x\sin y.\end{aligned}}}

## Punti di vista astratti
Dato che la circonferenza è una curva algebrica di genere {\displaystyle 0}, ci si aspetta che le funzioni circolari possano essere riducibili a funzioni razionali. In effetti è noto classicamente che usando sistematicamente le formule di bisezione per la tangente si possono esprimere le funzioni seno e coseno in termini di una nuova variabile {\displaystyle t}.